# Kim Jo-čong
Kim Jo-čong (* nejčastěji udáváno 26. září 1988; spekulace také o 26. září 1987 nebo 26. září 1989 Pchjongjang) je vysoká funkcionářka Korejské lidově demokratické republiky (KLDR), mladší sestra severokorejského vůdce Kim Čong-una a nejmladší dcera předcházejícího vůdce Kim Čong-ila.

## Život
Kim Jo-čong se narodila jako dcera Kim Čong-ila a jeho partnerky Ko Jong-hui, byla vychovávána se svými staršími bratry Kim Čong-unem a Kim Čong-čcholem. Na jaře 1996 odešla společně se svými bratry studovat do Švýcarska. Zde měla ještě vyšší stupeň osobní ochrany než Kim Čong-un. Až do prosince 2000 navštěvovala pod pseudonymem Kim Yo’ng-sun základní školu v Bernu se svým bratrem Kim Čong-unem. Po návratu pravděpodobně navštěvovala vojenskou akademii v Pchjongjangu. Později studovala informační technologie na Kim Ir-senově univerzitě.
Poprvé se objevila na fotografiích ze 3. konference Korejské strany práce v roce 2010. 9. března 2014 byla oficiálně zmíněna, když při parlamentních volbách doprovázela svého bratra Kim Čong-una do volební místnosti. Podle organizace severokorejských uprchlíků North Korea Intellectual Solidarity (NKIS) zastupovala Kim Čong-una po dobu jeho nemoci od září do října 2014.
V roce 2016 se stala členkou politbyra Strany práce. V KLDR řídí propagandu a agitaci. Svému vládnoucímu bratrovi plánuje cesty i veřejná vystoupení a píše za něj dokonce i projevy. Kim Čong-una doprovázela na všech jeho zásadních diplomatických jednáních, včetně jeho schůze s americkým prezidentem Donaldem Trumpem. Roku 2018 se rovněž účastnila reprezentace KLDR na zimních olympijských hrách v Pchjongčchangu.
Na jaře roku 2020, poté, co se v médiích vyrojily spekulace o Kim Čong-unově špatném zdravotním stavu nebo možném úmrtí, byla Kim Jo-čong považována za jeho možnou následnici ve vládnoucím křesle vůdce KLDR. Nic z toho se nepotvrdilo, nicméně v srpnu 2020 Kim Čong-un delegoval na svou sestru nové pravomoci, čímž opět rozvířil spekulace o svém zdravotním stavu a potenciálním nástupnictví.